# Snopporna
Snopporna var en svensk sångtrio bestående av Siw Malmkvist, Ann-Louise Hanson (senare i Glenmarks) och Anna-Lena Löfgren. Gruppen spelade bland annat in Puff en pappersdrake, en svenskspråkig version av Puff the Magic Dragon, lanserad 1963 av Peter, Paul and Mary.

## Diskografi
| Titel                               | Årtal | Källa |
| ----------------------------------- | ----- | ----- |
| Semester i Rom/Puff en pappersdrake | 1964  | [ 2 ] |
| Vår runda jord/Låten hela da'n      | 1964  | [ 3 ] |

## Melodier på Svensktoppen
| Titel          | Årtal | Källa |
| -------------- | ----- | ----- |
| Vår runda jord | 1964  | [ 4 ] |